# Municipio de Galeana (Nuevo León)
El municipio de Galeana es uno de los 51 municipios en que se divide el estado mexicano de Nuevo León. Se encuentra en el sur del estado y es el municipio territorialmente más extenso del estado, su cabecera es la ciudad de Galeana.

## Geografía
El municipio de Galeana se encuentra localizado al sur del estado de Nuevo León y siendo limítrofe con el estado de Coahuila. Tiene una extensión territorial de 7 083.33 kilómetros cuadrados que representan el 11% de la superficie de la entidad y es por tanto el municipio más extenso de Nuevo León. 
Sus coordenadas geográficas extremas son 24° 15' - 25° 15' de latitud norte y 99° 50' - 100° 50' de longitud oeste, surcado por las elevaciones de la Sierra Madre Oriental, su altitud va de un mínimo de 1 000 a un máximo de 3 800 metros sobre el nivel del mar.
Limita al este con el municipio de Rayones y con el municipio de Iturbide y al sur con el municipio de Aramberri y el municipio de Doctor Arroyo; al suroeste limita con el estado de San Luis Potosí, en particular con el municipio de Vanegas y con el estado de Zacatecas, correspondiendo al municipio de El Salvador; al oeste y al norte el límite corresponde al estado de Coahuila, siendo el límite oeste con el municipio de Saltillo y al norte con el municipio de Arteaga.

### Orografía e hidrografía
La mitad oriental del municipio se encuentra en la región de la sierra, y la occidental en la del altiplano. La mayor parte del territorio se encuentra por arriba de los 1,600 metros de altura. La principal cima es el Cerro El Potosí, con una altitud de 3,713 metros sobre el nivel del mar.
Cuenta con solamente un río de curso permanente, el "Rio Pablillo", el cual en su cauce antes de salir del municipio cruza el ejido Río de San José para ir a desembocar a la presa Cerro Prieto en Linares, Nuevo León. Lo que sí existen son algunas lagunas y pequeñas presas.
Gracias a la Sierra Madre Oriental, que domina la mayor parte de su territorio, el clima es variado según la altitud y la humedad resultante de la orientación de las montañas, mientras que en el altiplano es desértico. A lo largo del año el clima es extremoso, los veranos son largos, secos y calientes, con noches frías. Los inviernos son cortos pero intensos, fríos y secos con noches heladas y ventarrones.

## Demografía
De acuerdo a los resultados del Censo de Población y Vivienda realizado en 2010 por el Instituto Nacional de Estadística y Geografía, la población total del municipio de Galeana asciende a 39 991 personas.

### Localidades
En el municipio se encuentran un total de 493 localidades, las principales y su población en 2010 son las siguientes:
| Localidad                      | Población |
| Total Municipio                | 39 991    |
| Galeana                        | 7 024     |
| San Rafael                     | 2 379     |
| San José de Raíces             | 2 365     |
| Catarino Rodríguez (El Potosí) | 1 946     |
| Pablillo                       | 923       |

## Política

### Representación legislativa
Para la elección de diputados locales al Congreso de Nuevo León y de diputados federales a la Cámara de Diputados federal, el municipio de Galeana se encuentra integrado en los siguientes distritos electorales:
Local:
- Distrito electoral local de 26 de Nuevo León con cabecera en Santiago.[5]

Federal:
- Distrito electoral federal 9 de Nuevo León con cabecera en Linares.[6]